# 卢瑟福背散射
卢瑟福背散射分析或卢瑟福背散射谱学（Rutherford Backscattering Spectrometry，RBS），有时候被称为高能离子散射谱学（High-Energy Ion Scattering，HEIS），是一种离子束分析技术，被用在材料科学中，用以分析、测量材料的结构和组成。通过将一束确定能量的高能离子束（通常是质子或α粒子）打到待分析材料上，检测背向反射的离子的能量，即可确定靶原子的种类、浓度和深度分布。
卢瑟福背散射分析的基本原理详见卢瑟福散射。